# وایت‌هال دایک
وایت‌هال دایک (به انگلیسی: Whitehall Dyke) رودخانه‌ای است که در انگلستان جریان دارد.